# Platypepla
Platypepla is een geslacht van vlinders van de familie spanners (Geometridae), uit de onderfamilie Ennominae.

## Soorten
- P. arabella Wiltshire, 1983
- P. bifida Herbulot, 1984
- P. bullifera Krüger, 2001
- P. curvigladiata Krüger, 2001
- P. flava Krüger, 2001
- P. griseobrunnea Krüger, 2001
- P. jordani Krüger, 2001
- P. loranthiphaga Krüger, 2001
- P. macilenta Krüger, 2001
- P. mackayi Krüger, 2001
- P. persubtilis Krüger, 2001
- P. pseudospurcata Krüger, 2001
- P. schistopenis Krüger, 2001
- P. spurcata (Warren, 1897)
- P. uhlenhuthi Krüger, 2001